# ويليام ديكسون (سياسي)
ويليام ديكسون هو سياسي كندي، ولد في 1779، وتوفي في 1834. انتخب عضو مجلس نواب نوفا سكوتيا.